# سد دار خروفة
سد دار خروفة هو سد يقع في الجماعة القروية زعرورة بإقليم العرائش شمال المملكة المغربية، ويمكن هذا السد الذي تبلغ طاقته التخزينية 480 مليون متر مكعب، من سقي محيط ريصانة - سواكن على مساحة 21000 هكتار، فضلا عن تزويد جماعات جهة طنجة تطوان الحسيمة بالماء الصالح للشرب. وقد تم إنجاز هذا المشروع بكلفة مالية تصل إلى 1.5 مليار درهم على مدى 88 شهرا.
كما تم ربط سد دار خروفة بنظام التزويد بالماء الصالح للشرب لمدينة طنجة. وقد كلف هذا الربط، الذي شرع في استغلاله في فبراير 2021، غلافا ماليا قدره 187 مليون درهم.

## تاريخ
في 9 فبراير 2010، أعطى الملك محمد السادس بالجماعة القروية زعرورة بقيادة بني كرفط، انطلاقة أشغال إنجاز سد دار خروفة على وادي المخازن.